# Museo archeologico della Valle Sabbia
Il Museo archeologico della Valle Sabbia è in museo di Gavardo, fondato nel 1956 dall'Associazione Museo Gruppo Grotte Gavardo. Successivamente, è stato ceduto al Comune: dal 2004 è costituito come Istituzione museale gavardese, ente funzionale del Comune di Gavardo.
Offre al visitatore il quadro in continua evoluzione delle nostre conoscenze riguardanti la Preistoria e la Storia delle comunità umane della Valle Sabbia, comprendendo anche alcune realtà limitrofe.
Attraverso le sue sale si può ripercorrere la storia dell'uomo, della sua cultura materiale e delle sue strategie economiche ed insediative nel territorio dal Paleolitico medio (100.000 anni fa) ad epoca post rinascimentale. Aderisce alla rete MaNet, che opera dal 2004.

## Il percorso espositivo

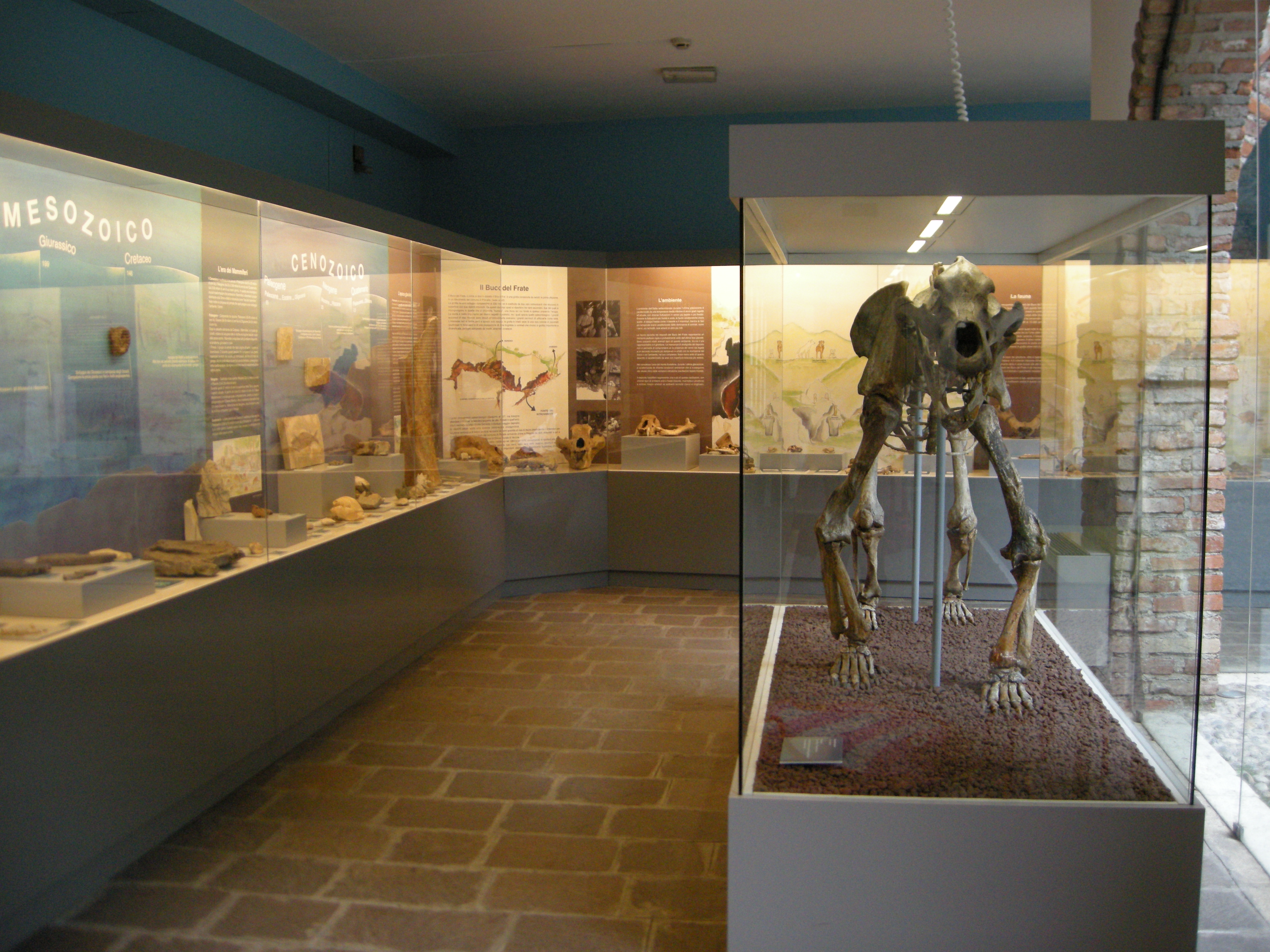
Sala paleontologica del Museo. A destra l'Orso delle caverne trovato a Buco del Frate.

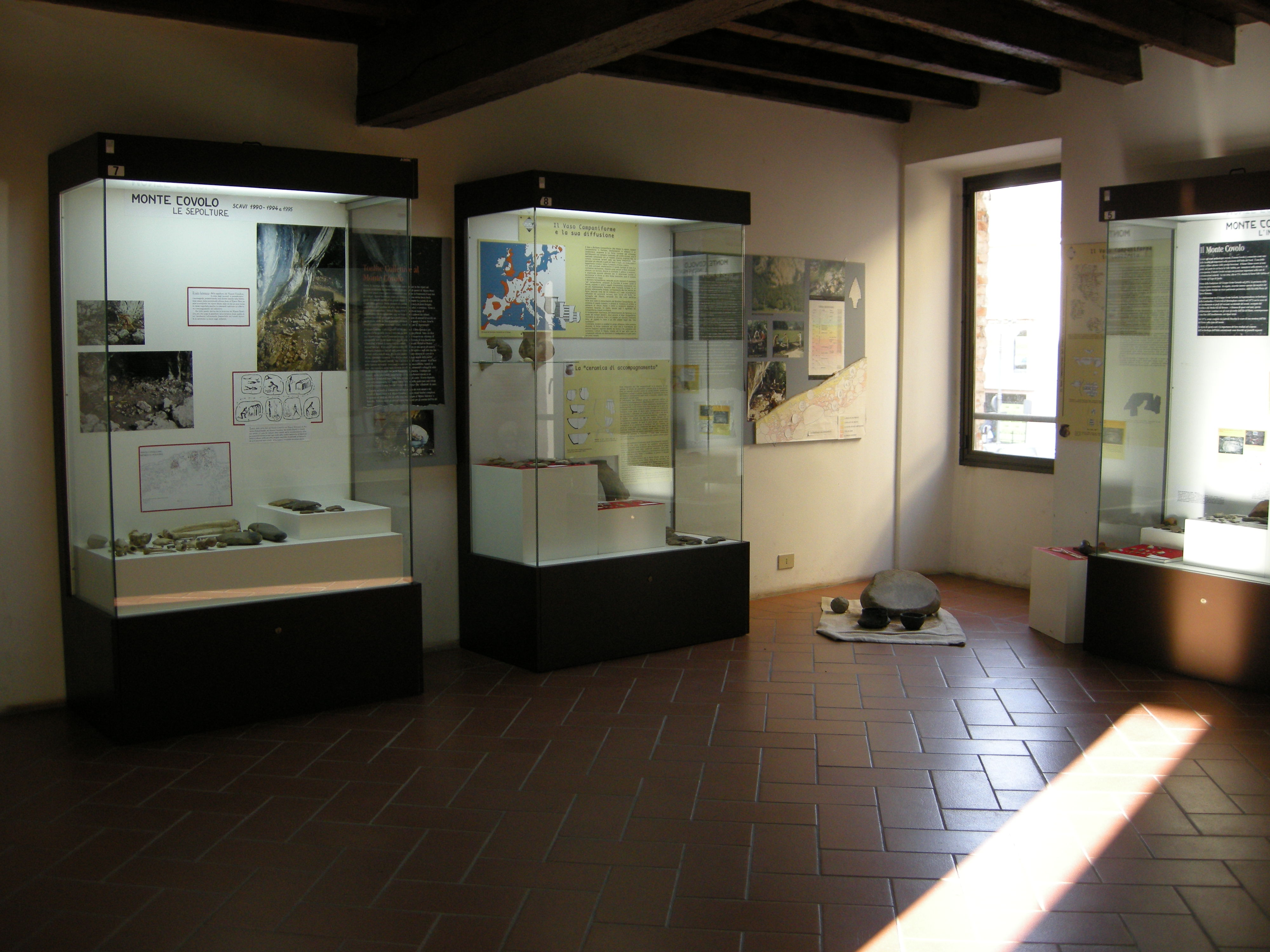
Sala dal Paleolitico all'Età del Rame

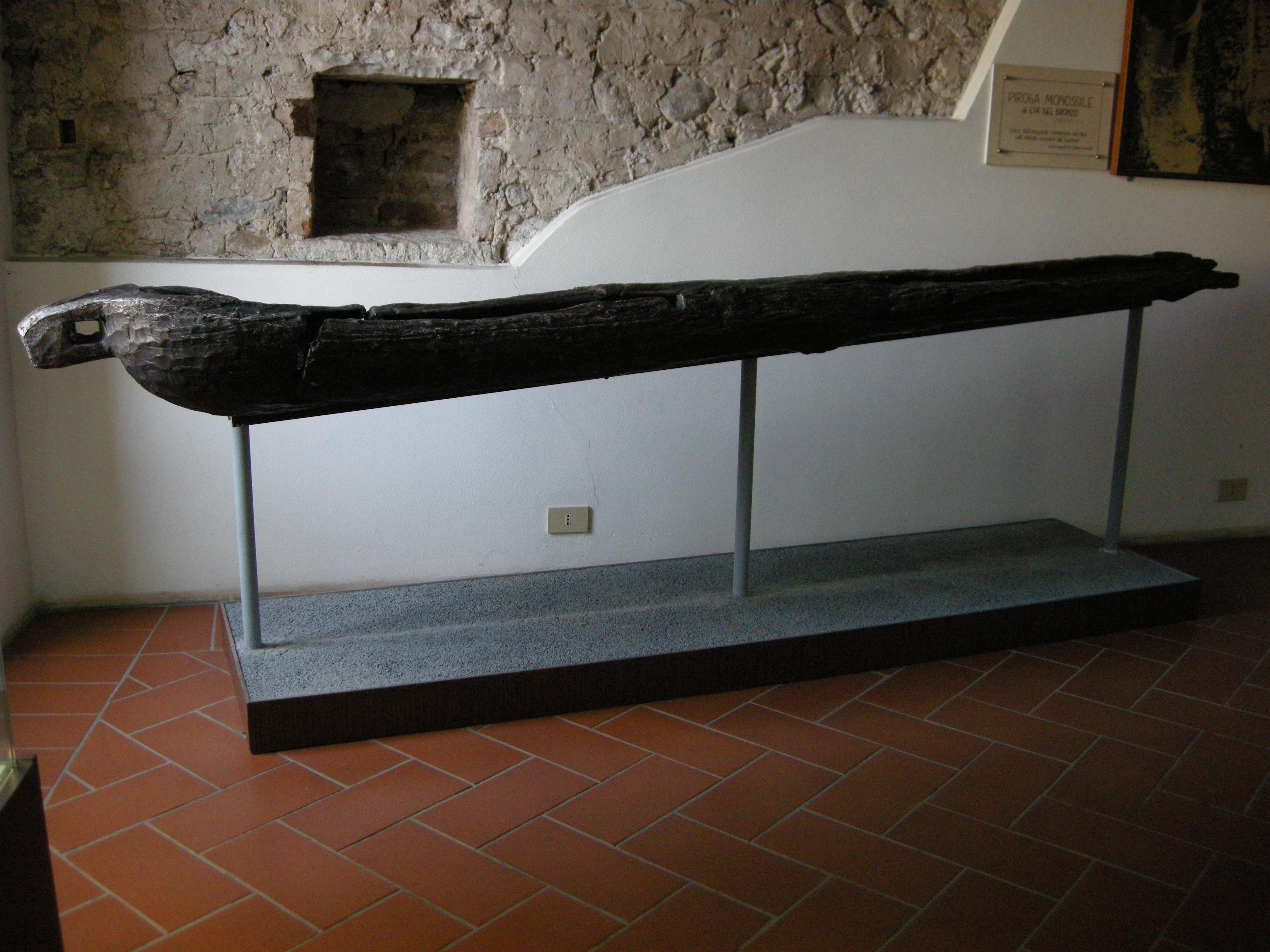
Il calco della piroga ritrovata a Lucone

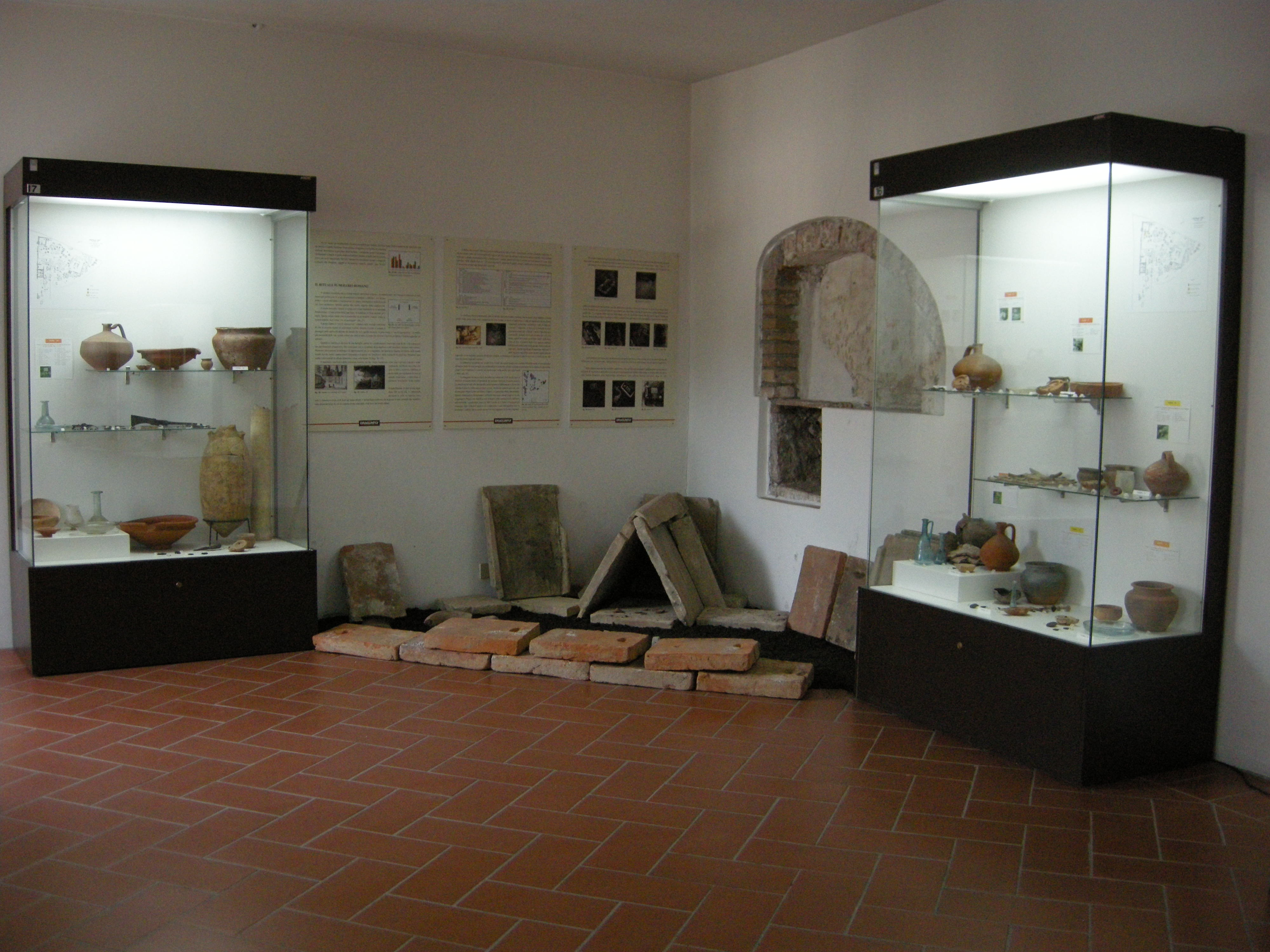
Un angolo della sala dedicata alla necropoli romana del Lugone di Salò. Ricostruzione di una tomba alla cappuccina.

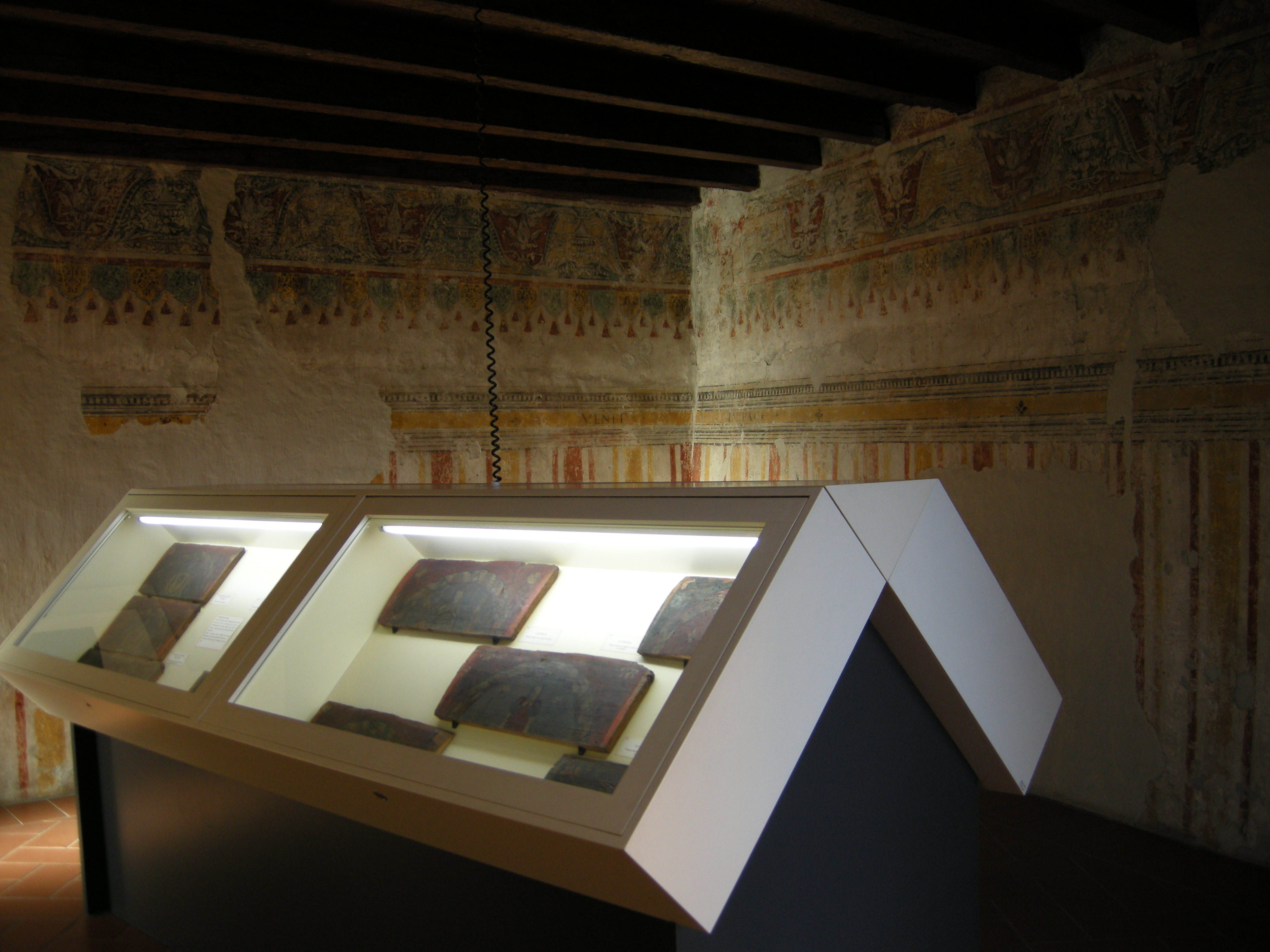
Sala dedicata ai reperti rinascimentali appartenenti al palazzo stesso.

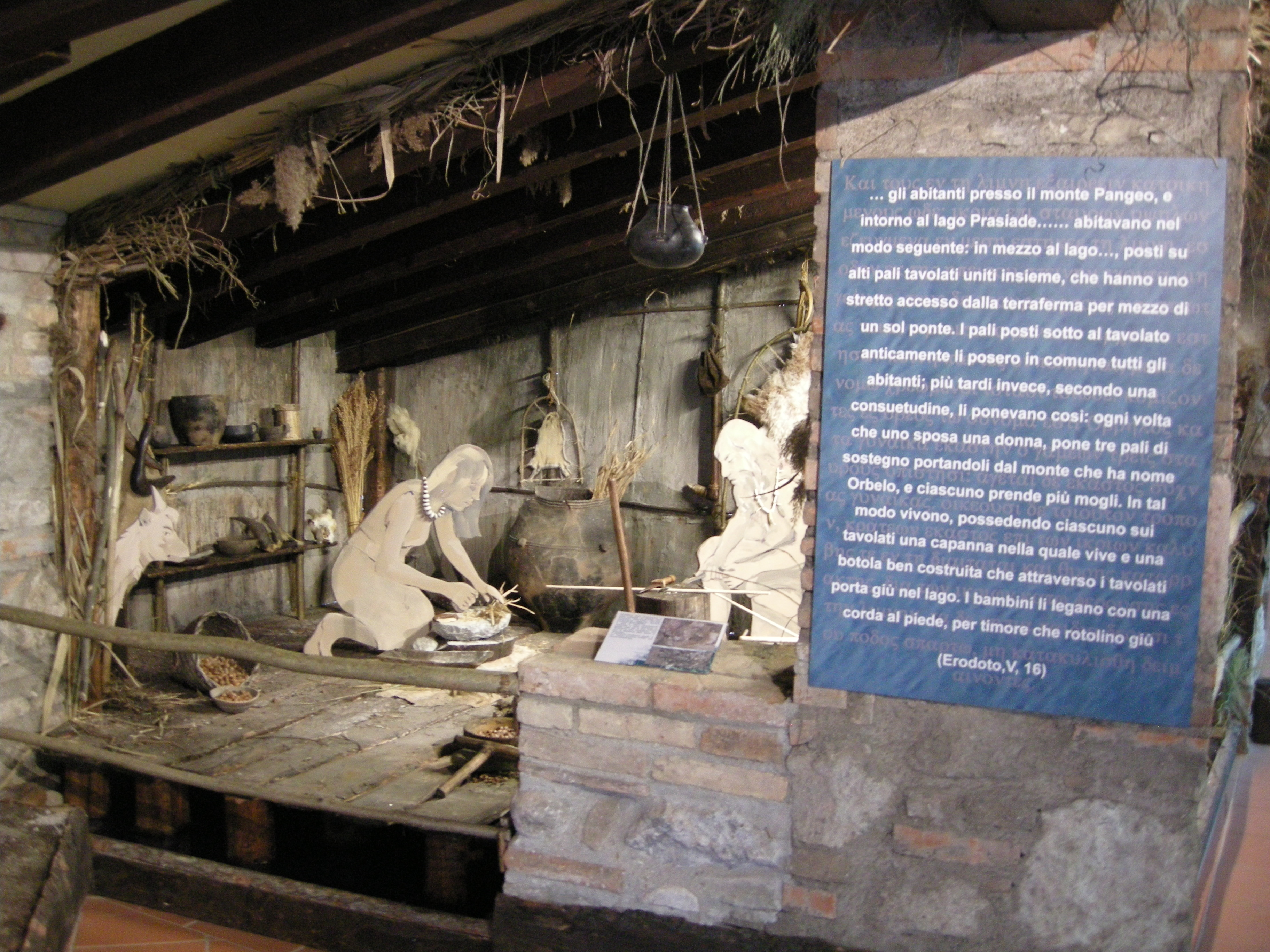
Mostra su Lucone. I materiali e lo scavo.La ricostruzione della palafitta.

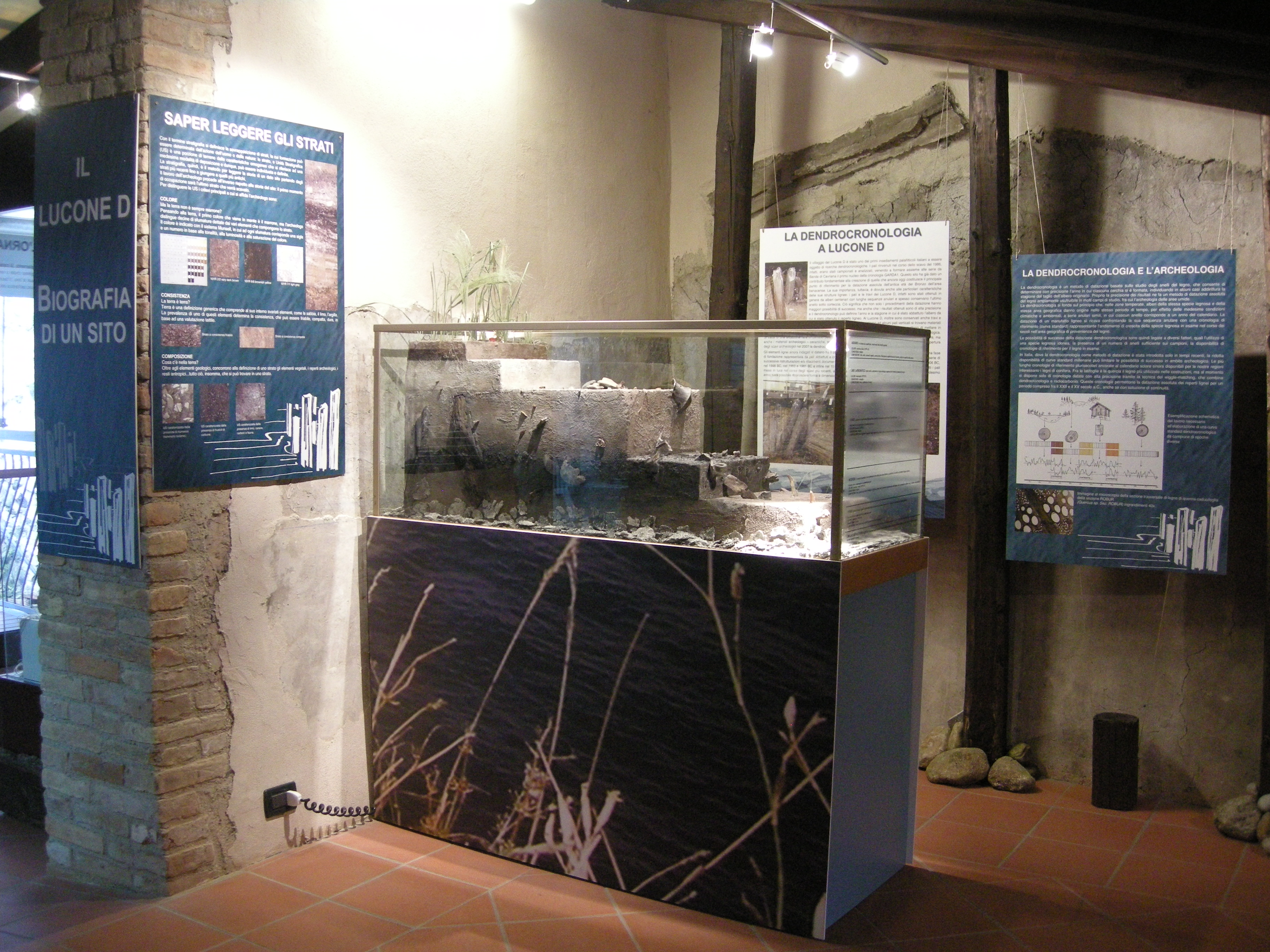
Mostra su Lucone. I materiali e lo scavo.Sala dedicata alla storia del sito.

Il percorso espositivo si concentra sui principali rinvenimenti nell'area parte con una sala paleontologica in cui, oltre alla collezione di fossili si può osservare la fauna pleistocenica rinvenuta all'interno della grotta carsica del Buco del Frate a Prevalle, come il complesso di Monte Covolo, un insediamento durato dal tardo Neolitico alla Media età del Bronzo, corredato da ripari sepolcrali sottoroccia dell'età del Rame e da aree di estrazione della selce. Sulla sua sommità si erge un santuario di epoca celtica.
Particolare attenzione è accordata all'importante gruppo di abitati palafitticoli dell'età del Bronzo del Lucone di Polpenazze, sito dal quale, grazie alle particolari condizioni ambientali, provengono molti reperti in materiale organico, come i falcetti di legno e i tessuti di lino, nonché un'impressionante messe di ceramiche, oggetti in terracotta, come le famose tavolette enigmatiche. Dal 2011 il sito è diventato patrimonio mondiale dell'umanità per l'Unesco all'interno del sito seriale Siti palafitticoli preistorici dell'arco alpino.
Dal Lucone proviene anche una piroga monossile di cui si conserva il calco.
Per l'età romana, spicca la ricca necropoli del Lugone di Salò, con tombe sia a cremazione che a inumazione, con corredi che vanno dal I al IV d.C. 
le collezioni sono in continuo accrescimento grazie alle ricerche e agli scavi eseguiti dal Museo in accordo con la Soprintendenza per i Beni Archeologici della Lombardia e in collaborazione con l'Associazione Gruppo Grotte Gavardo, con il volontariato 
Il Museo promuove inoltre lo studio e la divulgazione dell'archeologia della Valle Sabbia, attraverso la collaborazione con vari studiosi, l'organizzazione di convegni e mostre e la periodica pubblicazione dei suoi Annali.

## L'edificio
Dal 1988 le collezioni museali hanno trovato sistemazione nella nuova sede di Piazza S. Bernardino, in un pregevole edificio posto nel cuore dell'antico castrum munito di Gavardo. 
L'edificio è accorpato alla parrocchiale dell'Assunta, oggi dedicata ai santi Filippo e Giacomo protettori dei tessitori, sul sito ove l'antica pieve di Gavardo sorgeva, o quantomeno era in costruzione, già intorno all'anno 1300.
Le ricerche condotte negli anni da Emilia Nicoli presso gli archivi locali e quelli della Curia vescovile bresciana hanno permesso una prima preziosa ricognizione della storia dell'edificio: accantonata la vulgata un tempo corrente che voleva il complesso accorpato alla chiesa parrocchiale come l'antico palazzo vescovile di Gavardo (il pallacium attestato fra le numerose proprietà della Curia vescovile bresciana presso il feudo di Gavardo), l'edificio è stato ricondotto all'ambito d'uso della comunità ecclesiastica che conviveva stabilmente presso l'antica Pieve gavardese. 
La Pieve, la cui rilevanza nell'antico ordinamento ecclesiastico è saldamente documentata, era retta da una nutrita comunità residente: ed è fatto quasi obbligo di pensare che la sua sede avesse una consistenza edilizia notevole, superiore a quella delle semplici canoniche che a partire dal XVI secolo vennero edificate nel territorio in seguito alla fondazione delle parrocchie satelliti separate dalla antica chiesa matrice. Proprio alla fine del XVI secolo, in relazione alla visita pastorale di S. Carlo (anno 1580), abbiamo la menzione della casa parrocchiale, già capitolo della pieve, descritta come annessa alla chiesa. Nello stesso catastico del clero di Gavardo del 1797, trascrizione di rilevazioni catastali risalenti agli anni 1633-1645, risulta di proprietà parrocchiale una casa di più corpi con cortivo e orto nella Contrada della Pieve; confina da tre parti la via e dall'altra parte la Pieve per uso dell'Arciprete: ubicazione che coincide con l'edificio attualmente ospitante la sede museale. Questo rimase in uso fino ai primi anni dell'Ottocento: infine, secondo quanto risulta da un documento conservato presso il locale archivio parrocchiale, divenuto straordinariamente decrepito e anche molto insalubre, …i parroci …l'abbandonarono, lasciandolo in uso al campanaro. Acquistata nel 1862 la nuova canonica, il palazzo rimase proprietà del Beneficio parrocchiale, per essere solo nel 1978 alienato all'Associazione del Museo e poi passare sotto la gestione dell'Amministrazione comunale di Gavardo.
Nel contesto dei lavori di ripristino sono emerse all'interno dell'edificio alcune interessanti testimonianze: affreschi cinquecenteschi a motivo floreale in una delle sale al primo piano e una serie di 19 tavolette lignee dipinte, poste a decorazione delle travature lignee del soffitto. Si tratta di 6 stemmi, 7 virtù e 6 vizi: possiamo leggere sugli stemmi gli emblemi di alcune importanti famiglie che ebbero vescovo in Brescia: quello del veneziano Bartolomeo Malipiero (vescovo dal 1457 al 1464), di Domenico de Dominici (1464-1478), e di Lorenzo Zane (1478-1484), e concludere che le tavolette furono commissionate, realizzate e poste a decorazione del piano nobile del palazzo nella seconda metà del XV secolo.

## Il Gruppo Grotte Gavardo
L'Associazione Museo Gruppo Grotte Gavardo, più conosciuta come Gruppo Grotte Gavardo, si formò nel 1954, per iniziativa di quattro amici (Alfredo Franzini, Alberto Grumi, Piero Simoni e Silvio Venturelli), che si accingevano, con interessi prevalentemente paleontologici, all'esplorazione del Buco del Frate di Prevalle. 
L'incontro con l'archeologia avvenne l'anno dopo sempre attraverso l'esplorazione di una grotta: il Buco del Coalghès, anfratto che si apre nell'area di Monte Magno – Selvapiana. Seguì la perlustrazione di alcuni affioramenti di materiali archeologici nell'area del Monte Paitone. La documentazione riguardante queste prime esperienze non è abbondante, ma comunque preziosa. Seguì, nel 1960, il cantiere del San Martino di Gavardo e nel 1962-63 venne affrontato per la prima volta il neolitico ai Cùei de Baratù e alla Schiave di Gavardo.
Iniziarono anche le ricerche al Lugone di Salò (1958) e al Lucone di Polpenazze (1965), due siti che caratterizzarono per decenni le strategie di ricerca del gruppo.
Nel frattempo al primitivo nucleo si erano unite molte altre persone e nel dicembre del 1963 si arrivò alla costituzione ufficiale dell'Associazione Civico Museo Gruppo Grotte e l'anno successivo iniziò la consuetudine di festeggiare il Decennale dell'Associazione. Per il primo decennale (1954-1964) si organizzarono una mostra e una serie di conferenze. Altro elemento caratterizzante di quegli anni fu la nascita dell'attività editoriale del Gruppo, con il primo numero degli “Annali del Museo” nel 1962. Nel 1967 poi la Prefettura riconobbe personalità giuridica dell'Associazione. 
Da allora il Gruppo si è impegnato nella ricerca, tutela, valorizzazione e divulgazione della storia e dell'archeologia della Valle Sabbia e più in generale dell'area gardesana occidentale. Risulta impossibile, per limiti di spazio, ricordare tutti i soci che parteciparono a questa impresa: a loro va rivolta la gratitudine di coloro che ora possono fruire dei tesori ospitati in questo museo.
Appena il Gruppo Grotte iniziò le sue fortunate ricerche, emersero subito due questioni ritenute di fondamentale importanza:
Dove ospitare i materiali rinvenuti in modo che comunque rimanessero a contatto con il territorio e di come renderli fruibili al pubblico.
Queste problematiche avrebbero accompagnato il Gruppo Grotte Gavardo per i numerosi decenni della sua vita, trovando, si può dire, ultima e definitiva soluzione nel 2004, con la fine dei lavori di sistemazione di questa prestigiosa sede.

## Gli scavi
- Buco del Frate
- Buco del Fico
- Coalghés
- Monte Magno
- Necropoli del Lugone di Salò
- Abitato e Necropoli del Monte Covolo
- San Martino a Gavardo
- Lucone di Polpenazze
- Corna Nibbia a Bione
- Rasine di Sabbio Chiese

## La Biblioteca Specialistica
La biblioteca del museo possiede più di 5000 titoli specialistici ed è consultabile durante l'orario di apertura del museo.
È possibile consultare il file di ingressi per recuperare titoli e autori. 
La ricerca a scaffale aperto è organizzata in sezioni:
- Riviste
- Tesi di laurea
- Monografie per area geografica
- Monografie per argomento
- Estratti

Titoli in vendita:
- Annali del Museo Archeologico della Valle Sabbia.
- Archeotrade. Antichi commerci in Lombardia orientale, a cura di Marco Baioni e Claudia Fredella, Edizioni ET, Milano. ISBN 978-88-86752-35-0

Titoli a disposizione a distribuzione gratuita:
- Memorie di un Archeologo dilettante. 2004
- Bernardino Podavini, Un pittore del Settecento Bresciano.
- Necropoli Romane e rituali funerari, proposte di lettura della Rete Bibliotecaria Bresciana. 2009
- Il commercio dalla Preistoria al Medioevo, proposte di lettura della Rete Bibliotecaria Bresciana. 2009
- Antico Vecchio e Moderno. Catalogo della mostra
- Che Sistema di Musei! Guida del Sistema Museale della Valle Sabbia.
- I musei per l'Archeologia lombarda: progetti, ricerche e collaborazioni scientifiche. Atti del convegno. 2007
- Cesare Bertolotti, i giorni e le opere.2012

Prossimamente si procederà alla predisposizione del catalogo.